# Ať to neskončí
Ať to neskončí je páté studiové album skupiny Holki. Deska byla vydána společnosti EMI. Hudba se nese ve stylu dance-pop. Album obsahuje celkem deset skladeb včetně hitů Padám výš, Láska je ďábel, Pro mámu a v neposlední řadě stejnojmenného singlu Ať to neskončí. Všechny nahrávky byly natočeny ve studiu Ondřeje Soukupa v Praze (červenec-srpen 2003), až po odchodu členky Nikoly Šobichové, která ve skupině působila od roku 1999 do června roku 2003.
Většinu skladeb, hudby, aranžmá, včetně produkce zajistil Peter Fider. Na skladbě Žárlím spolupracoval Peter Fider s Ivanem Rösslerem, jenž obstaral mix a mastering. Píseň Fajn složil Vladimír Fila a Ivan Rössler, jedná se o jedinou skladbu z alba, na které se nepodílel Peter Fider. Hlavní vokály nazpívaly členky skupiny Holki : Kateřina Brzobohatá, Klára Kolomazníková a Radana Labajová. Mezi hosty na desce patří Lída Finková (aranžmá vokálů) a Lukáš Chejn (kytara). Fotografie a design alba vytvořil Tomáš Lébr (Make-Up: Zdeněk Fencl, styling:Lucila).
Pilotní singl byla skladba Padám výš, která vyšla společně s videoklipem v září roku 2003. Na podzim roku 2003 vyšel ještě singl Láska je ďábel a následně ještě Ať to neskončí. Poslední singl s názvem Pro mámu vyšel bez videoklipu, ale song byl často hrán v radiích. 
| Skladba            | Skladatel(skladatelé)       | Délka |
| ------------------ | --------------------------- | ----- |
| Ať to neskončí     | Peter Fider                 | 3:10  |
| Padám výš          | Peter Fider                 | 3:29  |
| Ještě nepůjdu spát | Peter Fider                 | 3:33  |
| Žárlím             | Ivan Rössler, Peter Fider   | 3:25  |
| Toulání v dešti    | Peter Fider                 | 3:37  |
| Život není medovej | Peter Fider                 | 3:35  |
| Tebe mám           | Peter Fider                 | 3:22  |
| Fajn               | Ivan Rössler, Vladimír Fila | 3:43  |
| Pro mámu           | Peter Fider                 | 3:54  |
| Láska je ďábel     | Peter Fider                 | 3:16  |